# Verwaltungsaktuar
Der Verwaltungsaktuar war ein Beamter in Württemberg. Er war bei der Oberamtsverwaltung bzw. nach dem Zweiten Weltkrieg beim Landratsamt angestellt. Er unterstützte die Gemeinden in seinem Bezirk in verschiedenen Angelegenheiten der Verwaltung.
Nach der Verfassung vom 25. September 1819 galt im Königreich Württemberg die Kommunale Selbstverwaltung, die für die Gemeinden weitgehende Eigenständigkeit in der Gestaltung ihrer Angelegenheiten und Erfüllung ihrer Aufgaben vorsah. Die Ausgestaltung der kommunalen Selbstverwaltung war im Verwaltungsedikt vom 1. März 1822 geregelt. Jede Gemeinde wählte einen Ortsvorsteher, der in den Städten als „Stadtschultheiß“ und in den Dörfern als „Schultheiß“ bezeichnet wurde. Außerdem wurde ein Ratsschreiber für Schreibarbeiten und die Ausfertigung von Urkunden sowie ein Gemeindepfleger für das Kassen- und Rechnungswesen bestellt. Sofern Ortsvorsteher oder Gemeindepfleger die nach dem Verwaltungsedikt und später der Gemeindeordnung vorgesehenen Kenntnisse und Fertigkeiten für die Ausführung ihrer Tätigkeit nicht besaßen, musste die Gemeinde hierfür einen Verwaltungsaktuar bestimmen. Nach der Bezirksordnung von 1906 wurden die Gemeinden in Württemberg in räumlich in sich geschlossene Verwaltungsbezirke eingeteilt. Für jeden dieser Verwaltungsbezirke wurde ein Verwaltungsaktuar bestellt. 
Der Verwaltungsaktuar musste die Dienstprüfung für den gehobenen Verwaltungsdienst bestanden haben. Seine Aufgabe war, die Ortsvorsteher und Gemeindepfleger in Verwaltungsangelegenheiten fachmännisch zu beraten und für die Gemeinde in der Gemeindeordnung definierte Geschäfte zu besorgen. Er versah seine Aufgaben selbständig und war für die ordnungsmäßige Führung der Geschäfte in den in seinem Zuständigkeitsbereich liegenden Gemeinden voll verantwortlich.
Die Verwaltungsaktuare behielten ihre Aufgaben auch nach 1918 im freien Volksstaat Württemberg. In der Zeit des Nationalsozialismus mit der Gleichschaltung der Länder und Gebietskörperschaften gab es keine Verwaltungsaktuare. Das Amt wurde aber nach dem Zweiten Weltkrieg sowohl im württembergischen Teil Württemberg-Badens als auch in Württemberg-Hohenzollern wieder eingeführt. Erst mit der Gemeinde-, Kreis- und Verwaltungsreform 1973 wurde das Amt in Baden-Württemberg abgeschafft.
Auch außerhalb von Württemberg war die Amtsbezeichnung „Aktuar“ im 19. Jahrhundert in mehreren Ländern des Deutschen Bundes und des Deutschen Reiches in Gebrauch.